# Eyewitness (filme)
Eyewitness (bra: Testemunha Fatal; prt: Os Olhos da Testemunha) é um filme de 1981, dirigido por Peter Yates e estrelado por William Hurt, Sigourney Weaver, Christopher Plummer , James Woods e Morgan Freeman. O roteiro foi escrito por Steve Tesich.

## Sinopse
Uma repórter de notícias de televisão do jornal das seis (Weaver) encontra um faxineiro (Hurt) muito interessante e que tem gravados todos os noticiários em que ela trabalha. No filme é discutido um assassinato ocorrido no edifício onde Hurt trabalha, além de outros assuntos.